# Der einfältige Simon
Der einfältige Simon (Originaltitel: Simple Simon) ist ein Cartoon aus der Reihe ComiColor Cartoons. Er wurde am 15. November 1935 durch die Filmfirma Celebrity Productions veröffentlicht. Die Musik stammt aus der Feder des Komponisten Carl Stalling.

## Handlung
Simon stiehlt von seiner Vermieterin einen Kuchen und isst diesen zusammen mit seiner Gans auf. Allerdings wird er dabei von seiner Vermieterin erwischt und vor die Tür gesetzt. Er überlegt sich, was er als Nächstes tun kann. An ihm ziehen währenddessen einige Figuren aus den Mutter-Gans-Geschichten vorbei, um sich auf dem Jahrmarkt zu amüsieren.
Er folgt ihnen und trifft auf einen Bäcker, der ihm einige Köstlichkeiten anbietet. Simon probiert zahlreiche Kuchen, bis der Bäcker für diese Geld verlangt. Simon rennt davon und versteckt sich unter dem Mantel eines Jahrmarktbesuchers, um den Blicken des Bäckers zu entgehen. Auf dem Jahrmarkt findet ein Preisgericht statt, bei der die schönste Gans ausgewählt wird. Die Juroren entscheiden sich für Simons Gans.
Als sie Simon das Preisgeld auszahlen möchten, flieht er vor ihnen. Dabei läuft er in die Richtung des Bäckers und muss wieder vor ihm fliehen. Bei seiner Flucht landet er in einem Löwenkäfig und wird durch einen Löwen vertrieben. Der Bäcker pocht gegen die Käfigtür und wird vom Löwen angegriffen. Simon rettet den Bäcker. Dieser zeigt sich nicht erkenntlich und schlägt auch eine Freundschaft zwischen den beiden aus.
Simon flieht in die Richtung der Juroren, und diese zahlen ihm das Preisgeld aus. Der Bäcker wird allerdings durch den Löwen verjagt.

## Synchronisation
Über die Synchronisation des Cartoons ist nichts bekannt, da sie nicht dokumentiert wurde.

## Hintergrundinformationen
Der Film wurde bereits 1940 von Castle Films für das Heimkino auf einer 16-mm-Filmrolle veröffentlicht. Während der 1980er und 1990er Jahre wurde der Film mehrfach auf VHS veröffentlicht. In Deutschland wurde der Cartoon auf einer VHS aus der Kids Collection veröffentlicht.
Im Film ist das Lied I’m Just Plain and Simple zu hören.